# Verjetnostna teorija števil
Verjétnostna teoríja števíl je veja teorije števil, ki eksplicitno rabi verjetnost za odgovore na vprašanja iz nje. Ena od osnovnih zamisli, ki jo podpira, je, da so različna praštevila v nekem resnem smislu podobna neodvisnim naključnim spremenljivkam. To sicer ni zamisel, ki bi imela enoznačni uporabni formalni izraz.
Utemeljitelji teorije so bili Paul Erdős, Aurel Wintner in Mark Kac v 1930-ih v enem od obdobij raziskovanja analitične teorije števil. Erdős-Wintnerjev izrek in Erdős-Kacev izrek (znan tudi kot osnovni izrek verjetnostne teorije števil) o aditivnih funkcijah sta osnovna rezultata teorije.